# 中央區 (馬德里)
中央区（西班牙語：Centro）是西班牙首都马德里的第一区，也是最中心、最古老的一个区，面积5.23 km²，人口149,718人，人口密度28,587/km²。

中央区的分区

## 名胜
- 太阳门
- 马德里王宫
- 主广场
- 格兰大道
- 西班牙广场
- 哥伦布广场
- 普拉多大道
- 西贝莱斯广场
- 圣亚纳广场
- Barrio de La Latina
- El Madrid de los Austrias